# China Taipéi en los Juegos Paralímpicos de Sídney 2000
China Taipéi (Taiwán) estuvo representada en los Juegos Paralímpicos de Sídney 2000 por un total de 25 deportistas, 17 hombres y ocho mujeres.

## Medallistas
El equipo paralímpico obtuvo las siguientes medallas:
| Nombre                                                | Deporte                   | Evento                 |
| ----------------------------------------------------- | ------------------------- | ---------------------- |
| Oro                                                   |                           |                        |
| Chiang Chih-Chung                                     | Atletismo                 | Jabalina F13 masculino |
| Plata                                                 |                           |                        |
| Chou Chang-Shen                                       | Tenis de mesa             | Individual 5 masculino |
| Chou Chang-Shen Lin Yen-Hung                          | Tenis de mesa             | Equipo 5 masculino     |
| Bronce                                                |                           |                        |
| Lu Li-Hua                                             | Levantamiento de potencia | –44 kg femenino        |
| Hsiao Shu-Chin Liao Min-Hsiu Wei Mei-Hui              | Tenis de mesa             | Equipo 4-5 femenino    |
| Hou Ting-Sung Hsu Chih-Shan Hu Ming-Fu Lin Hsiu-Hsien | Tenis de mesa             | Equipo 9 masculino     |
| Lee Ching-Chung                                       | Yudo                      | –60 kg masculino       |